# Ungnadia
Ungnadia es un género con tres especies de plantas de flores de la familia Sapindaceae. 

## Especies seleccionadas
- Ungnadia heptaphylla
- Ungnadia heterophylla
- Ungnadia speciosa

- Datos: Q2666575
- Multimedia: Ungnadia / Q2666575
- Especies: Ungnadia